# Omundaungilo (Wahlkreis)
Der Wahlkreis Omundaungilo ist ein Wahlkreis im zentralen Norden der Region Ohangwena im zentralen Norden Namibias. Kreisverwaltungssitz ist Omundaungilo. Im Wahlkreis leben (Stand 2023) 15.000 Menschen auf einer Fläche von 794 Quadratkilometern.

## Wahlen
| Wahl | Name          | Partei | Stimmenanteil |
| ---- | ------------- | ------ | ------------- |
| 1992 |               |        |               |
| 1998 | E. Petrus     | SWAPO  | o. W. 1       |
| 2004 | Festus Ikonda | SWAPO  | o. W. 1       |
| 2010 | Festus Ikonda | SWAPO  | 96,6 %        |
| 2015 | Festus Ikonda | SWAPO  | 97,1 %        |
| 2020 | Festus Ikanda | SWAPO  | 88,9 %        |